# 山岡聡子
山岡 聡子（やまおか そうこ、1974年5月29日 - ）は、長野県長野市出身の女性スノーボードハーフパイプ選手。長野市立昭和小学校、長野市立川中島中学校、長野県篠ノ井高等学校を経て和洋女子大学卒業。中学時代は卓球部に所属し、各大会で活躍した。身長162cm、体重53kg。血液型A型。アネックス・スノーボードクラブ所属。自称庶民派ボーダー。世界選手権銀メダリスト。
スノーボードを始めたのは大学卒業後、地元長野で広告制作会社に就職した23歳からである。当時OLであった山岡は遊びで初めて滑った時にはまってしまい、その後勤めていた会社を辞め本格的にスノーボードの世界に入っていった。アルバイトと両立させ、その後徐々に頭角をあらわし、2003-2004年シーズンではワールドカップ種目別総合優勝を勝ち取る。
2005年3月22日に2006年トリノオリンピックの出場が内定したが、本大会では10位に終わった。
2010年1月13日にバンクーバーオリンピックの出場が決定した。大会では予選を9位で通過したが、準決勝で得点が伸びず10位で敗退した。

## 主な成績
オリンピック
- トリノオリンピック：10位
  - 予選1回目：14位　28.5点(5.1-6.4-6.0-5.6-5.4)
  - 予選2回目：5位　35.6点(7.1-7.0-7.1-6.9-7.5)　決勝進出
  - 決勝1回目：22.4点(4.5-5.0-4.2-4.2-4.5)
  - 決勝2回目：32.7点(6.4-6.0-6.4-6.7-7.2)

- バンクーバーオリンピック：準決勝10位
  - 予選1回目：9位　34.8点
  - 予選2回目：7位　37.0点 準決勝進出
  - 準決勝1回目：9位　30.6点
  - 準決勝2回目：6位　24.9点

2007年FIS世界選手権大会　スイス・アローザ（2007年1月）
2位
2007年アジア冬季競技大会（2007年1月29日）
- 2位

FISワールドカップ2008 GIFU/GUJO大会（2008年2月23日）
- 2位

## エピソード
- アルバイト時代には長野駅前でポケットティッシュを配っていた。